# Oleg Bakhtiyarov
Oleg Gueorguievitch Bakhtiyarov (russe : Олег Георгиевич Бахтияров ; né le 22 janvier 1948 à Leningrad en URSS) est un chercheur et psychologue russe. Ses recherches portent sur la psychologie dans les situations extrêmes, la conflictologie, l'extrémologie, la psychologie de la conscience et la psychonétique (discipline qu'il a créée). Il est connu pour son développement de la notion de déconcentration de l'attention (en).

## Biographie
Les travaux de Bakhtiyarov sont basés sur diverses recherches pratiques effectuées entre 1981 et 1986 à l'Institut de psychologie d'Ukraine, puis entre 1987 et 1988. Ces recherches visaient à l'amélioration de l'efficacité d'opérateurs dans des conditions complexes, insécuritaires ou extrêmes.
Les clients de ces projets étaient des entreprises conduisant des tâches essentielles, comme le Ministère de l'Énergie nucléaire et de l'Industrie d'URSS, des entreprises spatiales comme NPO Molniya (en), ou des agences militaires comme le GRU. Les résultats de ces projets de recherche sont décrits dans les thèses de Bakhtiyarov.
Après l'effondrement de l'Union soviétique, Bakhtiyarov continue de travailler dans les domaines de la psychologie, indépendamment des intérêts gouvernementaux[Quoi ?]. Avec l'évolution de la recherche de la psychotechnologies, Bakhtiyarov regroupe ses idées dans un domaine qu'il crée et baptise « psychonétique ».

« La psychonétique est un agrégat de psychotechnologies basé sur une base méthodologique unifiée et orientée vers la résolution de tâches définies dans un esprit constructif, à l'aide de propriétés exclusives de l'esprit. »

La psychonétique est décrite dans les monographies et les articles de Bakhtiyarov. L'un des concepts psychonétiques les plus connus est celui de la déconcentration de l'attention,.

« La déconcentration de l'attention est l'inverse de la concentration et peut être interprétée comme un processus de démantèlement des représentations dans le domaine de la perception et comme la transformation du champ perceptif sous la forme d'un arrière-plan uniforme (dans le sens où aucun des éléments individuels ne pourrait être interprété comme une représentation perceptive). »

En 2010, il contacte John Quijada, le créateur de l'ithkuil, pour l'inviter à une conférence à Elista, écrivant que « [du point de vue de la psychonétique], la création de l'ithkuil est un des aspects basiques du développement de la pensée créative ». Lors d'une conférence du même genre à Kiev en mai 2011, John Quijada et Joshua Foer, qui l'accompagne, découvrent que la conférence est un rassemblement ambigu de personnalités politiques associées à l'extrême droite et au terrorisme, sans définition scientifique de leur recherche, et que l'intérêt que les psychonéticiens portent à l'ithkuil tient d'une utopie politique visant à réformer l'esprit humain afin d'établir un état nouveau. De retour aux États-Unis, Quijada exprime par une lettre à Bakhtiyarov sa dissociation du mouvement psychonétique.
Dans les années 2010, Bakhtiyarov est le directeur de l'« Université pour le Développement efficace » à Kiev, qui est un organisme privé visant à fournir une base psychonétique de formation. Il en existe des filiales à Moscou et à Saint-Pétersbourg.
Bakhityarov est aussi connu pour sa participation active à la politique. Alors qu'il est encore étudiant en Union soviétique, il est emprisonné pendant deux ans et demi pour des raisons politiques. Au cours de la période d'instabilité qui a suivi l'effondrement de l'Union soviétique, il a personnellement participé à des conflits armés, aussi bien en tant que scientifique spécialisé en psychologie des situations extrêmes qu'en tant qu'individu exprimant sa position civile.[réf. nécessaire]
En mars 2014, il est arrêté pour avoir monté une conspiration visant à l'assaut de la Verkhovna Rada. Il aurait recruté plus de 200 personnes en promettant des paiements d'au moins 500 $ pour chacun ; son équipement se constituait entre autres de cocktails Molotov, d'échelles spéciales et de battes de baseball. Bakhtiyarov a nié les accusations et l'arrestation, prétendant qu'il a été convoqué au Service de sécurité d'Ukraine pour une discussion au cours de laquelle il lui a été demandé de quitter l'Ukraine, ce qu'il fit.[réf. souhaitée]

## Publications
Les thèses, monographies et articles de Bakhtiyarov ne sont actuellement disponibles qu'en russe, mais certains sont disponibles en anglais, qui sont les suivants,.

### Thèses
- Oleg Bakhtiyarov, On methods of regulation of operator's psycho-physiologic condition, 1983
- Oleg Bakhtiyarov et V. Zagnibeda, Methods of psychoregulation for operators' training, 1984

### Monographies
- Oleg Bakhtiyarov, Post-information technologies: introduction to psychonetics, 1997
- Oleg Bakhtiyarov, Deconcentration, 2002 (ISBN 966-521-164-1)
- Oleg Bakhtiyarov, Active consciousness, 2011  (ISBN 978-5-91478-008-8)

### Articles
- Oleg Bakhtiyarov, War as a psychiatrist, 1999
- Oleg Bakhtiyarov, Psychonetics as technological correlate of totallogy, 2003